# Cupedora rufofasciata
Cupedora rufofasciata är en snäckart som först beskrevs av Brazier 1875.  Cupedora rufofasciata ingår i släktet Cupedora och familjen Camaenidae. Inga underarter finns listade i Catalogue of Life.